# ریچل آوری
ریچل آوری (انگلیسی: Rachel Avery) بازیگر آمریکایی سینما و تلویزیون است که به خاطر حضور در فیلم های Scrubs, عشق بزرگ اچ‌بی‌او و اخیراً تروپیک تاندر بن استیلر شناخته شده است .  اوری در شیکاگو ، ایلینوی به دنیا آمد. او از مدرسه تئاتر، فیلم و تلویزیون یو سی ال ای فارغ التحصیل شد و در حال حاضر در لس آنجلس، کالیفرنیا اقامت دارد.

## فیلم شناسی
| سال  | عنوان        | نقش            | یادداشت |
| ---- | ------------ | -------------- | ------- |
| 2008 | تندر استوایی | دستیار اسپیدمن |         |